# José Luis Villacañas
José Luis Villacañas Berlanga (Úbeda, 10 de junio de 1955) es un historiador y filósofo, especialista en filosofía política e historia de la filosofía e historiador de las ideas políticas, de los conceptos y de las mentalidades. Actualmente es catedrático de Filosofía en la Universidad Complutense y director de la Biblioteca Saavedra Fajardo de Pensamiento Político Hispánico.

## Biografía

### Trayectoria académica
Nacido en 1955, se licenció en Filosofía por la Universidad de Valencia en 1977, donde se doctoró con la tesis Realismo empírico e idealismo trascendental en la filosofía teórica de Kant. Los niveles de su uso y de justificación, bajo la dirección de Fernando Montero Moliner. En esa misma Universidad ejerció como profesor desde 1977 a 1986, año en el que logró la cátedra de Historia de la Filosofía en la Universidad de Murcia. Desde 1994 a 1997 estuvo destinado en el Consejo Superior de Investigaciones Científicas. En 1998 recibe la medalla de Caballero de la Orden del Mérito de la República Federal de Alemania por sus aportaciones al estudio de la filosofía alemana. Entre 1999 y 2003 —gobernando a la sazón el Partido Popular— desempeñó el cargo de director general del Libro, Archivos y Bibliotecas de la Generalidad Valenciana. En este desempeño puso en marcha la Biblioteca Valenciana de San Miguel de los Reyes, así como multitud de colecciones sobre el patrimonio intelectual y cultural valenciano. De 2003 a 2009 regresó a la cátedra de Filosofía Moral en la Universidad de Murcia. En 2009, tras una estancia en la Universidad de Stanford como profesor visitante, es llamado a la cátedra de Historia de la Filosofía Española en la Universidad Complutense de Madrid. Ha dirigido casi medio centenar de tesis doctorales, entre ellas las de algunos académicos e investigadores de distintas instituciones, como Antonio Lastra (1997), Antonio Rivera García (1998), Héctor Pérez López (1999), Venancio Andreu (2001), Alfonso Galindo (2003), Javier Alcoriza (2004), Lucía Isabel Camarena (2005), Rafael Herrera (2006), Enrique Ujaldón (2007), Javier López Alós (2009), Antonio de Murcia (2010), Carolina Bruna (2014), Concepción García Barbero (2016), Laila Yousef (2017), Cristina Catalina (2017), Josefa Ros (2017), Ernesto Castro (2019), Rodolfo Gutiérrez (2019) o Yuchen Zhang (2019).

### Cargos editoriales
- 1989 – Fundador y primer secretario de revista Daímon. Su primer número fue dedicado a la obra de Habermas.
- 1995-1997 – Director de la revista Debats
- 1999-2003 – Director general del Libro, Archivos y Bibliotecas de la Generalidad Valenciana
- Es director de las revistas Res Publica de Historia de las ideas políticas y Anales de Historia de la Filosofía, ambas de la Universidad Complutense de Madrid, así como de la Biblioteca Virtual de Pensamiento Político Hispánico Saavedra Fajardo.
- Director de la colección Euroamericana en la Editorial Guillermo Escolar Editor.[8]

## Obra

### Filosofía y ensayo
- 1980 - La formación de la Crítica de la razón pura. Valencia: Universidad de Valencia. ISBN 84-370-0135-8.
- 1985 - La filosofía teórica de Kant. Realismo empírico e idealismo trascendental en el criticismo. Los niveles de su uso y su justificación. Valencia: Gules. ISBN 84-86330-02-5.
- 1987 - Racionalidad crítica. Introducción a la filosofía de Kant. Madrid: Tecnos. ISBN 9788430913763.
- 1988 - La quiebra de la razón ilustrada: idealismo y romanticismo. Madrid: Cincel. ISBN 9788441100732.
- 1989 - Nihilismo, especulación y cristianismo en F. H. Jacobi, Un ensayo sobre los orígenes del irracionalismo contemporáneo. Barcelona: Anthropos. ISBN 9788476581766.
- 1991 - Los caminos de la reflexión. Del saber del Orden a la nostalgia del Bien. Historia de la Filosofía. Murcia: Universidad de Murcia. ISBN 84-7684-233-3.
- 1993 - Tragedia y teodicea de la historia. Madrid: La balsa de la medusa. ISBN 9788477745556.
- 1996 - Kant y la época de las revoluciones. Madrid: Akal. ISBN 9788446008064.
- 1997 - Historia de la Filosofía (Siglos XVIII y XIX), con Emilio Lledó, Miguel Ángel Granada y Manuel Cruz. Madrid: Santillana. ISBN 9788429443769.
- 1997 - Narcisismo y objetividad. Un ensayo sobre Hölderlin. Madrid: Verbum. ISBN 9788479621131.[9]
- 1997 - Historia de la Filosofía Contemporánea. Madrid: Akal. ISBN 978-84-460-0703-6.
- 1999 - Res publica. Los fundamentos normativos de la política. Madrid: Akal. ISBN 978-84-460-1247-4.
- 1999 - La nación y la guerra: confederación y hegemonía como formas de concebir Europa. Murcia: Res publica. ISBN 84-95095-57-2.
- 2000 - Ramiro de Maeztu y el ideal de la burguesía en España. Madrid: Espasa Calpe. ISBN 84-239-9754-5.[10]
- 2001 - Summula (I). Madrid: Heraclea.
- 2001 - La filosofía del idealismo alemán. Volumen I. Madrid: Síntesis. ISBN 9788499583150.[5]
- 2001 - La filosofía del idealismo alemán. Volumen II. Madrid: Síntesis. ISBN 9788499581941.
- 2001 - (Ed.) La filosofía del siglo XIX. Madrid: Trotta. ISBN 978-84-8164-473-9.
- 2003 - Los latidos de la ciudad. Una introducción a la filosofía y al mundo actual. Barcelona: Ariel ISBN 9788434444478. Segunda edición: Los latidos de la polis. Filosofía para ciudadanos. Madrid: Biblioteca Nueva, 2012. ISBN 9788499404752.
- 2004 - "La idea federal en España", en Federalismo y cuestión federal en España, Manuel Chust (ed.). Castellón de la Plana: Universitat Jaume I (UJI), págs. 115-160. ISBN 84-8021-452-X. Vista previa en Google books
- 2006 - (Ed.) Kant en España: el neokantismo en el siglo XIX. Madrid: Verbum. ISBN 84-7962-358-6.
- 2008 - Poder y conflicto: ensayos sobre Carl Schmitt. Madrid: Biblioteca Nueva. ISBN 9788497428453.
- 2013 - Dificultades con la Ilustración. Variaciones sobre temas kantianos, Verbum, ISBN 9788479628734.
- 2014 - Cardiograma de la crisis. Valencia: Kyrios. ISBN 978-84-939688-2-3.
- 2014 - Historia del poder político en España. Barcelona: RBA. ISBN 9788490565247 .
- 2015 - Populismo. Madrid: La Huerta Grande. ISBN 9788494339370.[11]
- 2016 - Teología política imperial y comunidad de salvación cristiana. Madrid: Trotta. ISBN 978-84-9879-627-8.
- 2017 - Freud lee el Quijote. Madrid: La Huerta Grande. ISBN 9788494666704.
- 2017 - El lento aprendizaje de Podemos. Madrid: La Catarata. ISBN 978-84-9097-327-1.
- 2017 - Imperio, Reforma y Modernidad. Vol. I. La revolución intelectual de Lutero. Madrid: Guillermo Escolar. ISBN 978-84-17134-13-6.
- 2018 - Eremitas, andalusíes y mozárabes. Las sociedades ibéricas bajo el poder islámico. Madrid: Guillermo Escolar editor. ISBN 9788417134389.
- 2019 - Imperiofilia y el populismo nacional-católico. Madrid: Lengua de Trapo. ISBN 978-84-8381-235-8.[12]
- 2020 - Neoliberalismo como teología política. Barcelona: NED. ISBN 9788418273018.[13]
- 2020 - Imperio, Reforma y Modernidad. Vol. II. El fracaso de Carlos V y la escisión del mundo católico. Madrid: Guillermo Escolar. ISBN 978-84-18093-72-2.
- 2021 - Luis Vives[14]. Madrid: Taurus. ISBN 9788430623457.
- 2021 - Republicanismo, Nacionalismo y Populismo como formas de la política contemporánea. Madrid: Dado Ediciones. ISBN 978-84-121232-4-1.
- 2021 - La revolución pasiva de Franco.[15] Madrid: Harper Collins. ISBN 9788491397311.
- 2023 - Ortega y Gasset: una experiencia filosófica española. Madrid: Guillermo Escolar editor. ISBN 9788418981272.

### Novela
- 1995 – Cosecha Helada. Valencia. ISBN 978-84-605-3975-9.
- 2003 – Regreso del Invierno. Valencia: Algar. ISBN 9788495722355.
- 2011 – La mano del que cuenta. Murcia: Universidad de Murcia. ISBN 978-84-8371-047-0.

### Poesía
- 2010 – El instante de la luz. Murcia: Tres Fronteras. ISBN 978-84-7564-569-8.

### Historia
- 2003 – Jaume I el Conquistador. Madrid: Espasa Calpe. ISBN 9788467010534[16].
- 2006 – La formación de los reinos hispánicos. Madrid: Espasa Calpe. ISBN 9788467022575[17].
- 2007 – ¿Qué imperio? Un ensayo polémico sobre Carlos V y la España imperial. Córdoba: Almuzara. ISBN  978-8496968578.
- 2008 – La monarquía hispánica. Madrid: Espasa Calpe. ISBN 9788467028287. 
  - 2008 - "Ruido y nueces en la España medieval", José Ángel García de Cortázar, Revista de Libros, 1 de marzo de 2008
  - 2008 – Respuesta de Villacañas a la crítica de José Ángel García de Cortazar Archivado el 24 de junio de 2021 en Wayback Machine.[18][19]
  - 2008 – «Oh Felix Culpa!» - Contrarréplica de José Ángel García de Cortazar[20][21]
- 2014 – Historia del poder político en España. Barcelona: RBA. ISBN ISBN 9788490565247.
- 2017 – El cosmos fallido de los godos. Madrid: Escolar y Mayo. ISBN 978-84-17134-01-3.
- 2018 – Eremitas, andalusíes, morárabes. Las sociedades ibéricas bajo el poder islámico. Madrid: Guillermo Escolar. ISBN 978-84-17134-38-9.
- 2019 – El gran siglo de Abderramán III: crisis y europeización de los poderes hispanos (912-1065). Madrid: Guillermo Escolar. ISBN 978-84-17134-94-5.
- 2020 – Hispania: de formación imperial a sistema de poderes. Madrid: Guillermo Escolar. ISBN  978-84-18093-45-6.
- 2021 – El proyecto intelectual de Alfonso X El Sabio. Madrid: Guillermo Escolar. ISBN 978-84-18981-19-7.
- 2021 – Reyes santos: cruzada y carisma. El siglo XIII y la formalización de los reinos. Madrid: Guillermo Escolar. ISBN 978-84-18981-16-6.
- 2023 - Érase una vez España. El mal radical de la españolez. Editorial Underwood, Madrid, 272 págs., ISBN 9788412605709.

### Como editor
- 1999 – Kant, Immanuel, En defensa de la ilustración, Lastra Meliá, Antonio y Alcoriza Vento, Javier (trads.). Barcelona: Alba. ISBN 978-84-9065-277-0.
- 2005 – Ortega y Gasset, José, (Introd. y notas) Meditaciones del Quijote. Madrid: Biblioteca Nueva. ISBN 978-84-9742-039-6.
- 2018 - Debate entre Íñigo Errejón Galván y José Luis Villacañas Berlanga. Capítulo de Libro. Populismo versus republicanismo: genealogía, historia, crítica. ISBN: 978-84-17408-18-3  Villacañas Berlanga, José Luis (ed. lit.)  Ruiz Sanjuán, César (ed. lit.) Editorial: Biblioteca Nueva. Universidad Complutense Madrid.

### Como traductor
- 1994 – Fichte, Johann Gottlieb, Fundamento del derecho natural según los principios de la doctrina de la ciencia, Oncina Coves, Faustino y Ramos Valera, Manuel (trads.). Madrid: Centro de Estudios Políticos y Constitucionales. ISBN 8425909716.
- 2006 – Agamben, Giorgio, La comunidad que viene. Quirós, Ester; Villacañas Berlanga, José Luis; La Rocca, C. (trads.). Valencia: Pre-textos. ISBN 84-8191-771-0.

### Como articulista
Entre otros:
- Artículos en El País de José Luis Villacañas Berlanga
- Comunidades y Germanías: cómo triunfaron las élites centrales, CTXT, 15/6/2021